# Krzysztof Kudławiec
Krzysztof Kudławiec (ur. 19 września 1969 w Gorlicach) – polski duchowny katolicki, biskup Daule od 2022.

## Życiorys
Urodził się 19 września 1969 w Gorlicach-Gliniku Mariampolskim. Odbył studia na Papieskiej Akademii Teologicznej w Krakowie, gdzie uzyskał licencjat z teologii. Na prezbitera został wyświęcony 25 maja 1995 przez biskupa diecezjalnego rzeszowskiego Kazimierza Górnego. Podjął również studia z misjologii.
W latach 1995–1998 pracował jako wikariusz w parafii św. Michała Archanioła w Nockowej, następnie w latach 1998-2000 w parafii katedralnej Najświętszego Serca Jezusowego w Rzeszowie. W latach 2001–2002 przygotowywał się do pracy misyjnej w Centrum Formacji Misyjnej w Warszawie. W 2002 wyjechał do pracy w Ekwadorze, gdzie pomagał przy organizacji IX Krajowego Kongresu Misyjnego w Portoviejo. Pełnił również funkcję proboszcza parafii Franciszka z Asyżu w Calderón, wikariusza biskupiego oraz dyrektora Papieskich Dzieł Misyjnych archidiecezji Portoviejo.
22 kwietnia 2022 papież Franciszek mianował go biskupem diecezji Daule. Sakry udzielił mu 25 czerwca 2022 nuncjusz apostolski w Ekwadorze arcybiskup Andrés Carrascosa Coso. Na swoje zawołanie biskupie przyjął słowa Jezu, ufam Tobie.